# Ewersbach
Ewersbach is een plaats in de Duitse gemeente Dietzhölztal, deelstaat Hessen, en telt 3329 inwoners (2004).